# Krosnowo
Krosnowo (Duits: Kroßnow) is een plaats in het Poolse district  Bytowski, woiwodschap Pommeren. De plaats maakt deel uit van de gemeente Borzytuchom en telt 204 inwoners.

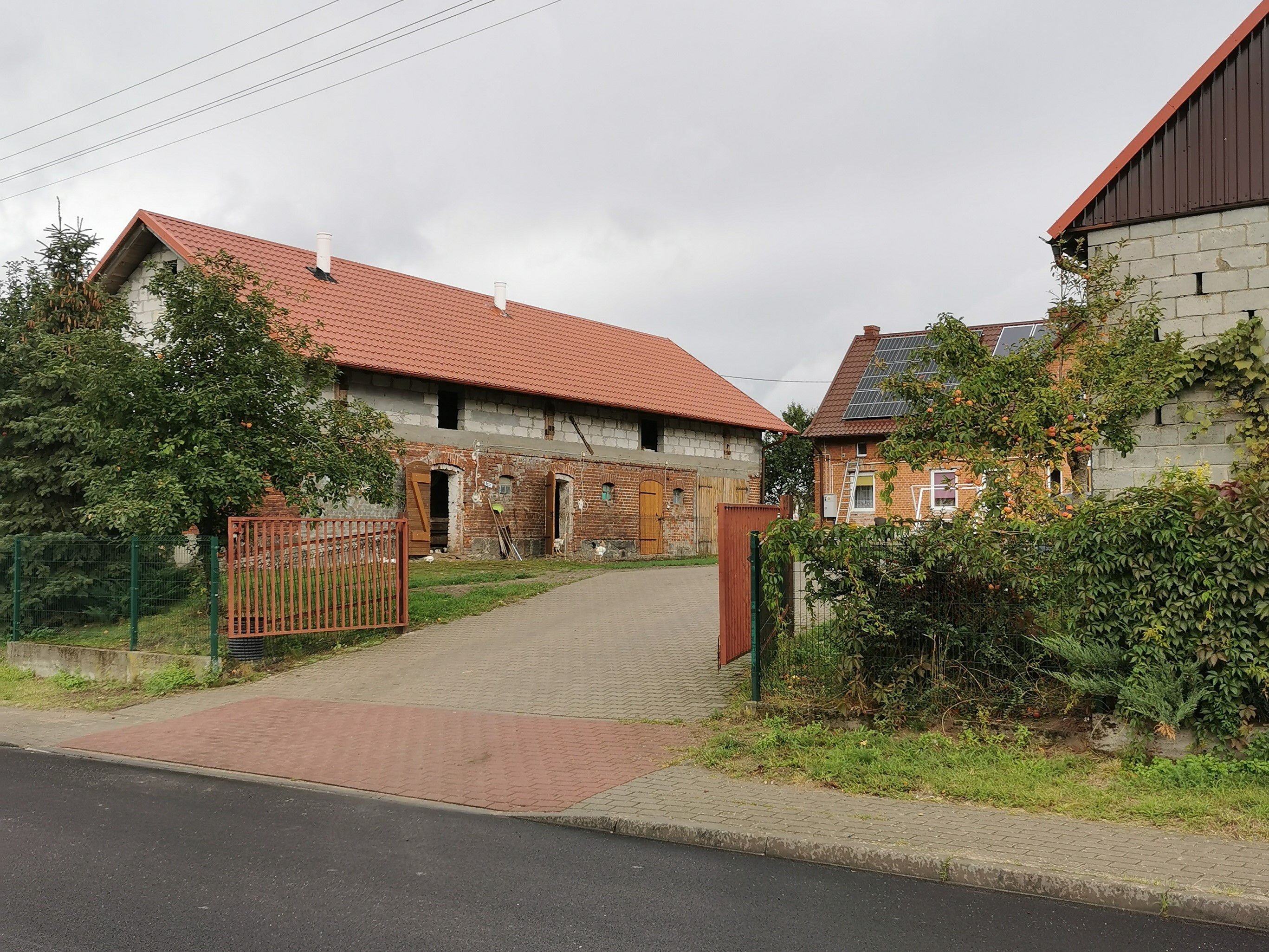
Lokale woningen